# Monticello (Nueva York)
Monticello es una villa y sede de condado ubicada en el condado de Sullivan en el estado estadounidense de Nueva York. En el año 2000 tenía una población de 6,512 habitantes y una densidad poblacional de 618 personas por km².

## Geografía
Monticello se encuentra ubicada en las coordenadas 41°39′13″N 74°41′26″O / 41.65361, -74.69056. Según la Oficina del Censo, la ciudad tiene un área total de 10,5 km² (4,1 mi²), de la cual 10,5 km² (4,1 mi²) es tierra y 0 km² (0 mi²) (0%) es agua.

## Demografía
Según la Oficina del Censo en 2000 los ingresos medios por hogar en la localidad eran de 22.671 dólares, y los ingresos medios por familia eran 29.554 dólares. Los hombres tenían unos ingresos medios de 32.623 dólares frente a los 22.827 dólares para las mujeres. La renta per cápita para la localidad era de 14.433 dólares. Alrededor del 35.6% de la población estaban por debajo del umbral de pobreza.